# Csány
Csány es un pueblo húngaro perteneciente al distrito de Hatvan, condado de Heves.

## Superficie
Cuenta con una superficie de 47,89 km².

## Demografía
Hasta 2024 la población era de 2072 habitantes, con una densidad de población de 43,26 hab/km².
| Gráfica de evolución demográfica de Csány entre 2020 y 2024 |
|                                                             |
| Datos según la Oficina Central de Estadística de Hungría.   |